# 王洽 (東晋)

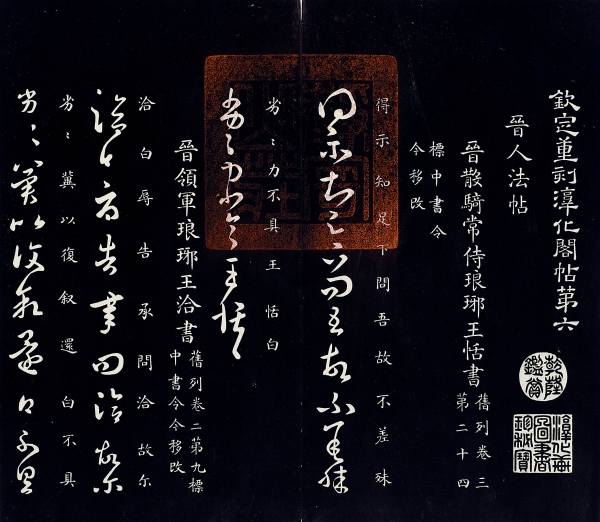
淳化閣帖（乾隆拓本）に収められた王洽の法帖（左）、右は次兄の王恬の法帖。

王 洽（おう こう、323年 - 358年）は、東晋の政治家。字は敬和。丞相王導の三男であり、中領軍を務めた。書家としても知られる。

## 生涯
官職は、散騎から、中書郎、中軍長史、司徒左長史、建武将軍、呉郡内史、中領軍を歴任。さらに穆帝は中書令に任ずる考えであったが、これは固辞した。升平2年（358年）、病のために没した。享年は36。子に王珣・王珉。孫に南朝宋の太保王弘・王虞・王柳・王孺・王曇首・王朗・王練ら。
書家としては、章草から草書への発展で知られ、同世代の親族の王羲之からも高く評価されている。